# The Outlaw Johnny Black
The Outlaw Johnny Black es una película de acción, wéstern y comedia de 2021, dirigida por Michael Jai White, que a su vez la escribió junto a Byron Minns, ambos son protagonistas también, en el elenco además está Anika Noni Rose, entre otros. El filme fue realizado por Jaigantic Studios y se estrenó el 3 de noviembre de 2021. 

## Sinopsis
Empecinado en vengar el fallecimiento de su padre, Johnny Black se compromete a atacar a Brett Clayton, ahora es un hombre buscado, mientras se hace pasar por religioso en un pueblito minero que es dominado por Land Baron.